# Mark Stockwell
Mark Stockwell, né le 5 juillet 1963, est un nageur australien.

## Palmarès

### Jeux olympiques
- Los Angeles 1984
  -  Médaille d'argent en 4 × 100 m nage libre.
  -  Médaille d'argent en 100 m nage libre.
  -  Médaille de bronze en 4 × 100 m 4 nages[1].